# Capela de Nossa Senhora do Mar (Zambujeira do Mar)
A Capela de Nossa Senhora do Mar é um monumento religioso na localidade de Zambujeira do Mar, no Município de Odemira, na região do Alentejo, em Portugal.

## Descrição e história
O edifício está situado no Largo da Capela de Nossa Senhora do Mar, na aldeia de Zambujeira do Mar. Localiza-se no topo de uma falésia sobre o oceano, nas imediações da praia. É composto apenas por uma nave e sacristia.
A capela foi construída em 1966.